# チーフ・ダウィッド・スチュールマン国際空港
チーフ・ダウィッド・スチュールマン国際空港（チーフ・ダウィッド・スチュールマンこくさいくうこう、英語: Chief Dawid Stuurman International Airport）は、南アフリカ共和国東ケープ州の都市ポートエリザベスにある空港である。
空港名はオランダとイギリスの植民地支配に抵抗した先住民族コイコイ人酋長のダウィッド・スチュールマンに由来する。2021年2月23日、ポートエリザベス国際空港（Port Elizabeth International Airport）から現空港名に改名した。

## 就航航空会社と就航都市

### 国内線
| 航空会社                                    | 就航地 |
| ------------------------------------------- | --- |
| 南アフリカ航空                              | O・R・タンボ国際空港（ヨハネスブルグ）                                                                           |
| エアリンク                                  | イースト・ロンドン空港（イースト・ロンドン）                                                                     |
| サフエアー                                  | ケープタウン国際空港（ケープタウン）、キング・シャカ国際空港（ダーバン）、O・R・タンボ国際空港（ヨハネスブルグ） |
| マンゴー航空                                | O・R・タンボ国際空港（ヨハネスブルグ）                                                                           |
| サウスアフリカンエクスプレス                | ケープタウン国際空港（ケープタウン）、キング・シャカ国際空港（ダーバン）、O・R・タンボ国際空港（ヨハネスブルグ） |
| ブリティッシュエアウェイズ コムエアーが運航 | ケープタウン国際空港（ケープタウン）、キング・シャカ国際空港（ダーバン）、O・R・タンボ国際空港（ヨハネスブルグ） |
| セムエア                                    | ブルームフォンテーン国際空港（ブルームフォンテーン）                                                             |

## 備考
- FIFAワールドカップ南アフリカ大会の会場の一つであるネルソン・マンデラ・ベイ・スタジアムの最寄り空港である。